# Polycyrtus major
Polycyrtus major är en stekelart som först beskrevs av Cresson 1874.  Polycyrtus major ingår i släktet Polycyrtus och familjen brokparasitsteklar. Inga underarter finns listade i Catalogue of Life.